# Wateringbury
Wateringbury es una parroquia civil y un pueblo del distrito de Tonbridge and Malling, en el condado de Kent (Inglaterra).

## Geografía
Según la Oficina Nacional de Estadística británica, Wateringbury tiene una superficie de 5,4 km².

## Demografía
Según el censo de 2001, Wateringbury tenía 2015 habitantes (49,93% varones, 50,07% mujeres) y una densidad de población de 373,15 hab/km². El 21,84% eran menores de 16 años, el 72,31% tenían entre 16 y 74 y el 5,86% eran mayores de 74. La media de edad era de 38,55 años. Del total de habitantes con 16 o más años, el 22,86% estaban solteros, el 63,11% casados y el 14,03% divorciados o viudos.
El 96,08% de los habitantes eran originarios del Reino Unido. El resto de países europeos englobaban al 1,39% de la población, mientras que el 2,53% había nacido en cualquier otro lugar. Según su grupo étnico, el 98,61% eran blancos, el 0,64% mestizos, el 0,59% asiáticos y el 0,15% chinos. El cristianismo era profesado por el 78%, el budismo por el 0,15%, el hinduismo por el 0,25%, el judaísmo por el 0,15%, el sijismo por el 0,15% y cualquier otra religión, salvo el islam, por el 0,15%. El 13,6% no eran religiosos y el 7,55% no marcaron ninguna opción en el censo.
995 habitantes eran económicamente activos, 966 de ellos (97,09%) empleados y 29 (2,91%) desempleados. Había 771 hogares con residentes, 32 vacíos y 3 eran alojamientos vacacionales o segundas residencias.